# Lac Ángel Gallardo
Le Lac Ángel Gallardo est un lac andin d'origine glaciaire situé en Argentine, à l'ouest de la province de Neuquén, dans le département de Los Lagos, en Patagonie. 

## Toponymie

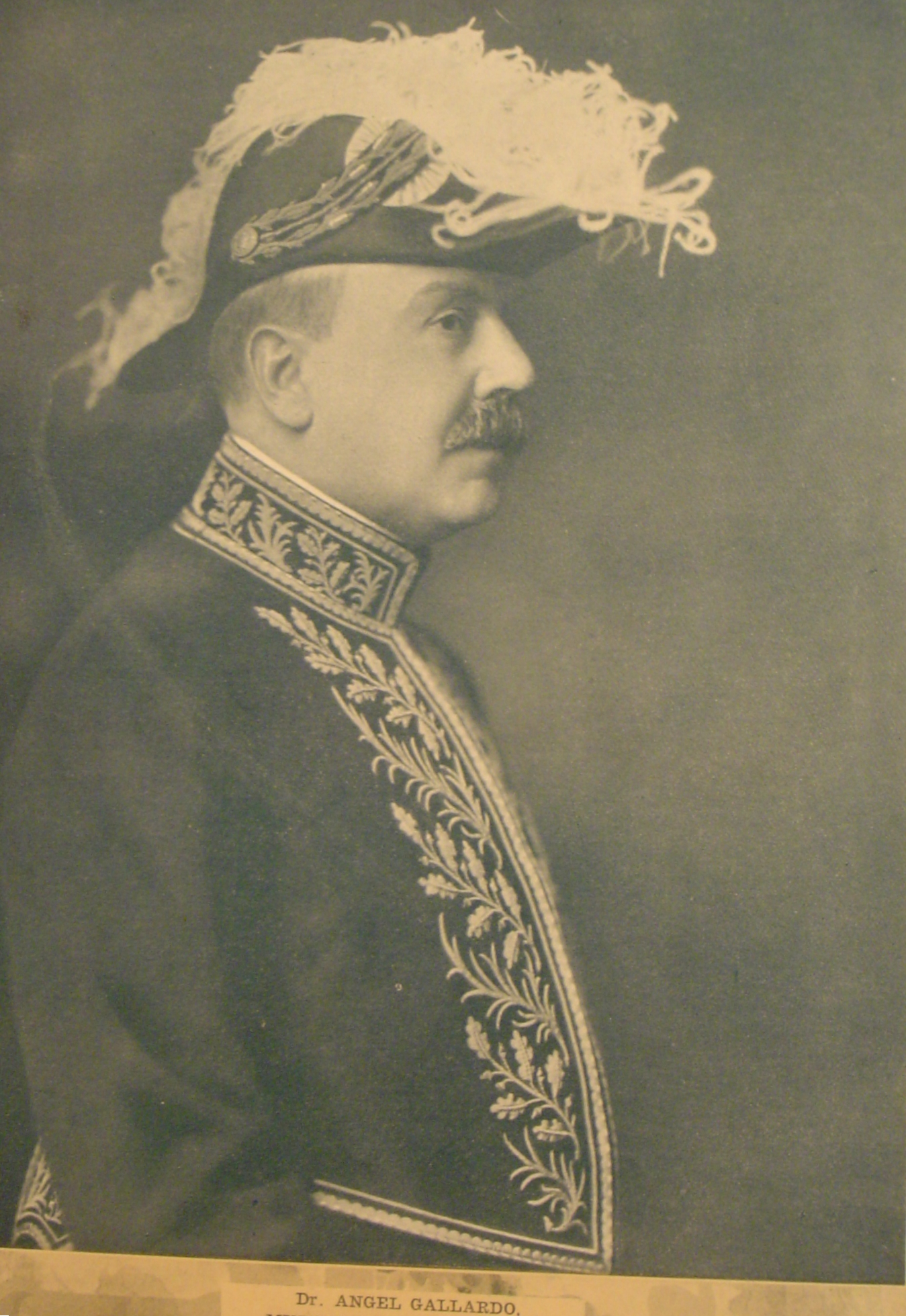
Ángel Gallardo, alors Ministre des Relations Extérieures (1926).

Carte du parc national Nahuel Huapi.

Le lac porte le nom d' Ángel Gallardo, scientifique argentin du début du XXe siècle qui fut aussi ministre des relations extérieures dans les années 1920.

## Géographie
Le lac Ángel Gallardo est en forme de croissant à concavité nord-ouest. Il s'allonge d'abord d'ouest en est, puis du sud vers le nord, le tout sur une longueur de 9 kilomètres. Il occupe une profonde vallée glaciaire entourée de montagnes enneigées, qui tombent parfois à pic dans ses eaux. Il se situe au sud-ouest du bras Machete du lac Nahuel Huapi, non loin de la frontière chilienne. À son extrémité sud-ouest, il possède un prolongement dirigé vers le sud et long de 1,4 kilomètre environ.
De son extrémité nord naît son émissaire, le río Machete.
Le lac Ángel Gallardo est entièrement situé au sein du parc national Nahuel Huapi.

## Accès
On y accède à pied, étant donné qu'il n'y a pas de routes ni de localité de quelque importance dans les environs. En été, on organise des excursions depuis Villa La Angostura, comprenant la traversée en bateau du lac Nahuel Huapi, jusqu'à la rive du bras Machete. 

## Émissaire
Le río Machete, long de plus ou moins 8 kilomètres, se jette dans le bras Machete du lac Nahuel Huapi. 

## Pêche
On peut y pratiquer la pêche à la mouche qui permet d'obtenir des truites de fort belle taille.